# 京終地蔵院
京終地蔵院（きょうばてじぞういん）は、奈良県奈良市にある寺院。

## 概要
1969年（昭和44年）に堂庫裏が改築された。その西北に墓地があり、墓地内の無縁塔には桃山時代から江戸初期の背光五輪碑がある。
堂の内陣板壇には、本尊大日如来坐像を中心に、地蔵菩薩立像・十一面観音立像・阿弥陀如来坐像と弘法大師坐像が安置されている。墨書の板額に宝永3年（1706年）観音厨子寄進のことが記されているが、今この厨子は見つからない。
本尊台座の天板に陰刻銘があり、この像は京終村・福寺の大日如来で、宝永3年の火災で台座が消失したため、同5年に再興されたとある。福寺は服寺と示す資料もあり、南京終町にもとあった福寺池のところに「福寺の跡」の石碑が建っている。

## 北京終阿弥陀三尊石仏

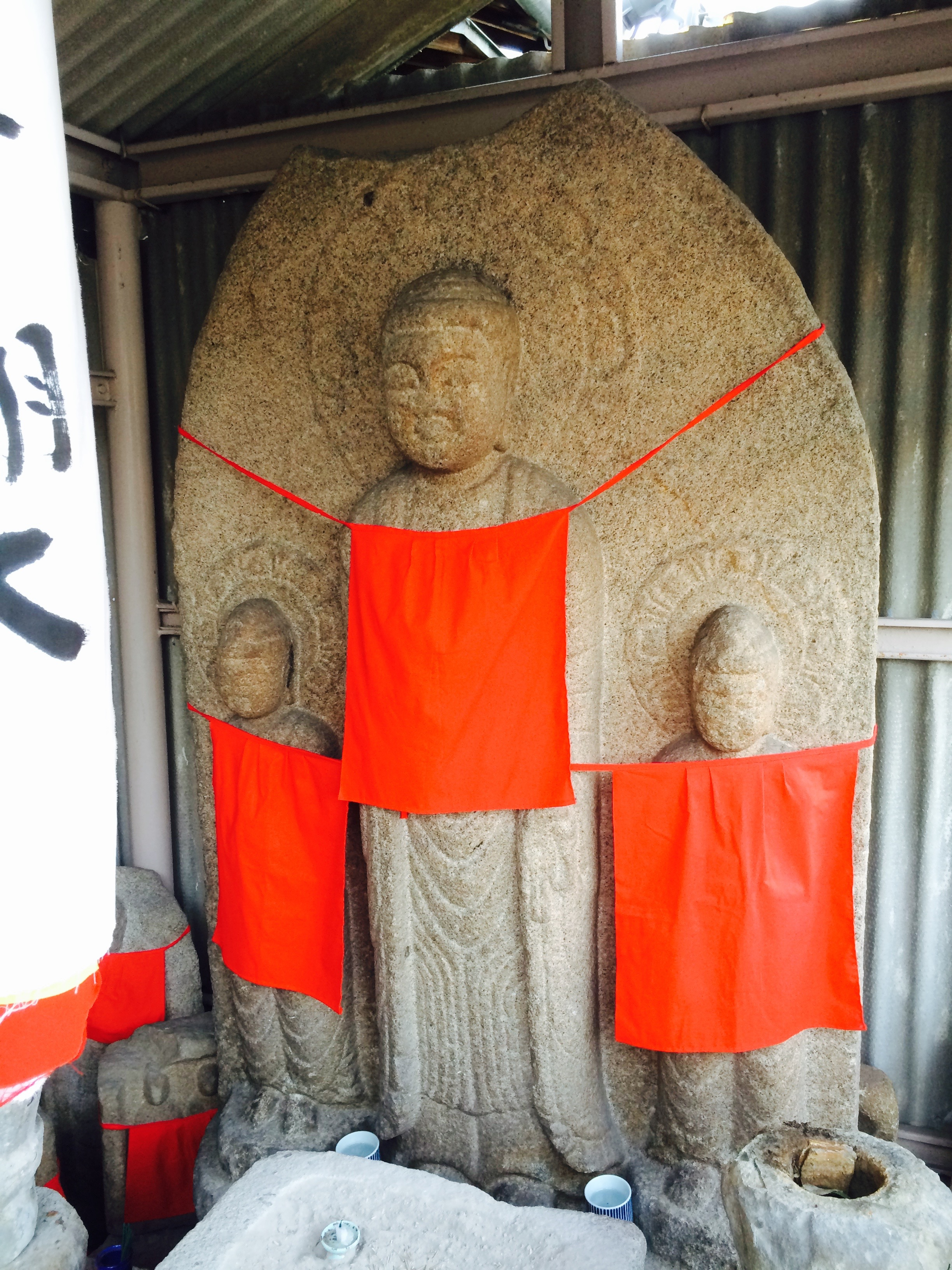
北京終阿弥陀三尊石仏

元は地蔵院の南西（京終池の南西）に辻堂があり、そこの本尊であった。享保9年（1724年）、霊験あらたかとの評判により参詣者が増えたため、一宇を造り「京終阿弥陀」と呼ばれるようになったという。現在は本院に移されているが、石仏前の供物台に「辻堂佛前」の彫りが残されているため、元は辻堂にあったものとわかる。
石仏は花崗岩製、高さ1.71メートル。下方に大きな蓮座を備え、その上に三尊を一石に厚肉彫する珍しい形式で、様式上南北朝時代の作と推定される。中央は阿弥陀如来、向かって右が蓮台を捧げる観音菩薩、左は合掌した勢至菩薩である。三尊とも、単弁蓮華文の円形頭光の彫がある。